# زادآوری انسان
زادآوری انسان یا تولیدمثل در انسان به هر شکلی از تولیدمثل جنسی که منجر به لقاح انسان می‌شود را گویند که به‌طور معمول شامل روابط جنسی بین زن و مرد است. در طول مقاربت جنسی، تعامل بین دستگاه تولیدمثل در زن و مرد منجر به لقاح تخمک زن توسط اسپرم مرد می‌شود. اینها سلولهای تولیدمثلی ویژه‌ای به نام گامت هستند که در فرآیندی به نام میوز ایجاد می‌شوند.
در حالی که سلول‌های طبیعی حاوی ۴۶ کروموزوم (۲۳ جفت) هستند، سلولهای گامت فقط حاوی ۲۳ کروموزوم هستند و این زمانی است که این دو سلول در یک سلول زایگوت ترکیب شوند که نوترکیبی ژنی رخ می‌دهد و زایگوت جدید حاوی ۲۳ کروموزوم از هر والدین است
یک دوره بارداری معمولی ۹ ماه تا زمان زایمان به طول می‌انجامد. لقاح تخمک ممکن است با روشهای درون‌کاشت مصنوعی حاصل شود که شامل مقاربت جنسی نمی‌شود.

## آناتومی

### مرد
دستگاه تولیدمثل مرد شامل دو بخش اصلی یعنی بیضه‌هایی که از آنها اسپرم تولید می‌شود، و آلت تناسلی مرد است؛ که برای زنده ماندن در حدود ۲–۳ درجه سانتیگراد کمتر از دمای معمولی بدن یعنی ۳۷ درجه سانتیگراد، نیاز به دمای خاص دارند.

### زن
دستگاه تولیدمثل زن نیز به همین ترتیب شامل دو بخش اصلی است: واژن و تخمک.
تخمک با سلول اسپرم برخورد می‌کند، یک اسپرم ممکن است با تخم مخلوط و ادغام شده و به کمک برخی آنزیم‌های هیدرولیتیک موجود در آکروزوم آن را بارور کند. لقاح معمولاً در مجاری عبور تخم (oviducts) رخ می‌دهد، اما می‌تواند در خود رحم نیز اتفاق افتد. سپس زیگوت در رحم کاشته می‌شود، جایی که فرآیندهای رویان‌زایی و مورفوژنز را شروع می‌کند.

## روند

از چرخه زندگی بیولوژیکی یک انسان فرایندهای اساسی درگیر و ترتیب آنها را نشان می‌دهد.

تولیدمثل انسان به‌طور معمول با آمیزش جنسی آغاز می‌شود و به دنبال آن نه ماه بارداری و سپس زایمان انجام می‌شود، اگرچه ممکن است از طریق لقاح مصنوعی حاصل شود. برای خودکفا شدن فرزند سالها نگهداری پدر و مادر، به‌طور معمول بین دوازده تا هجده سال یا بیشتر لازم است. با استفاده از وسایل جلوگیری از بارداری مانند کاندوم و دستگاه‌های داخل رحمی می‌توان از بارداری جلوگیری کرد.
از لحاظ روانشناسی تولید مثل تحقیقاتی انجام شده است که به فرایند یادگیری تولید مثل در انسان می پردازد. در یکی از این تحقیقات به بررسی تولید مثل شامپانزه ها پرداخته میشود که نزدیکترین موجود از لحاظ رفتاری به انسان میباشد. در هنگام مطالعه رفتار این حیوانات مشاهده گردید در هنگام دوران نوجوانی میمون ها شامپانزه به طور معمول با دیگر شامپانزه های جنس مخالف بازی می کنند .هنگامی که نزاعی بر سر موضوعی شکل میگیرد باعث می شود تا میمون ها به یکدیگر پرخاش کنند . هنگامی که نزاع شکل میگرد میمون نوجوان نر به‌واسطه توانایی خود بر میمون ماده تسلط می یابد . میمون ماده نیز به صورت رفلکسی هنگامی که از بالا یا پشت به وی نزدیک میشود خود را خم کرده و اماده تولید مثل میگردد.
طی تحقیقات دیگری که بر روی میمون های نر شکل گرفت و در محیط های ایزوله پرورش یافته بودند دیگر توانایی تولید مثل در بزرگسالی را دارا نبودند و هنگامی که با میمون ماده مواجه میشدند با میمون ماده ور می رفتند اما فاقد توانایی امیزش جنسی بودند.

### زاده شدن

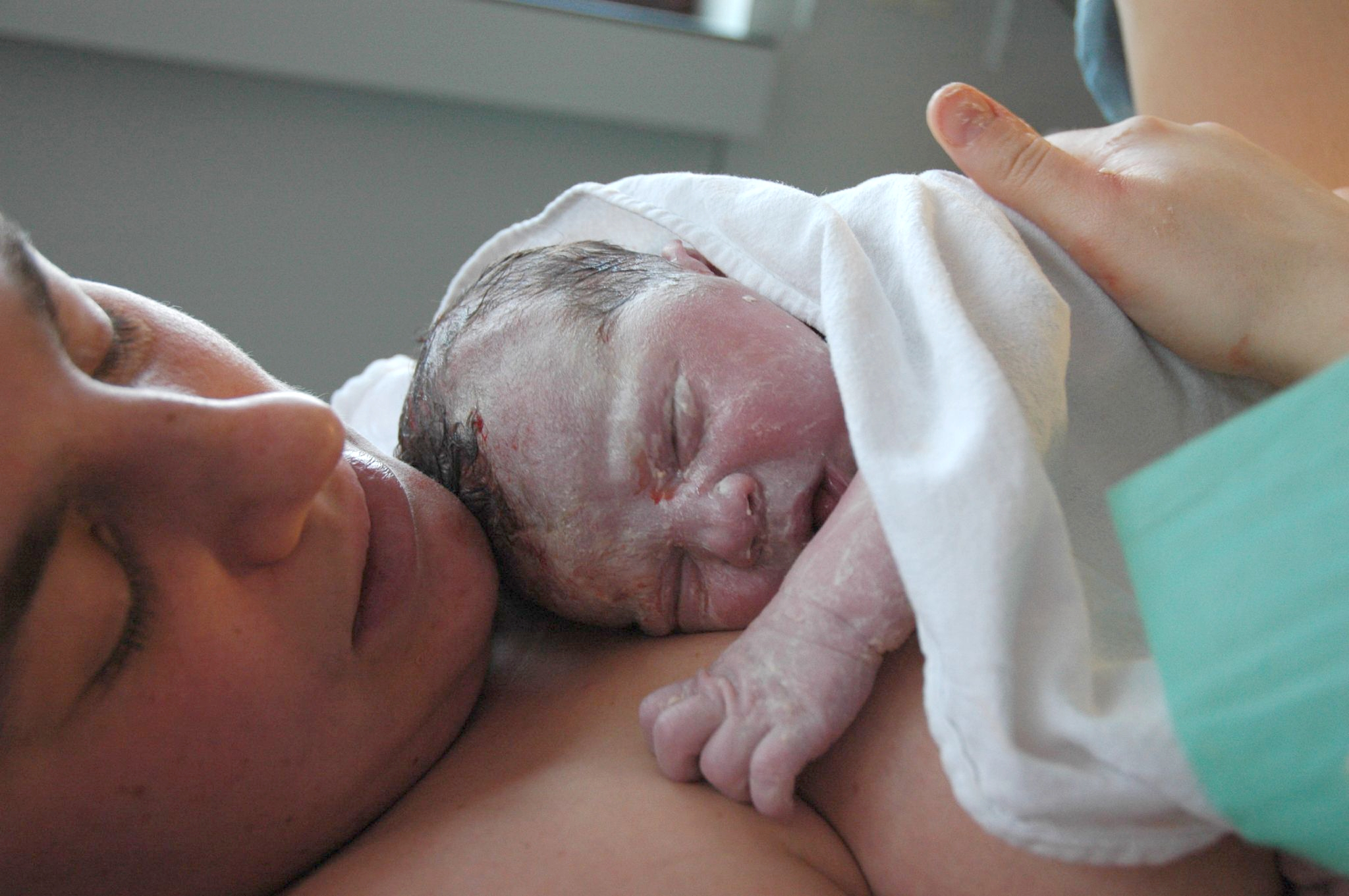
مادر و نوزاد تازه زاده شده

پس از رشد کافی جنین، سیگنالهای شیمیایی روند تولد را آغاز می‌کنند که با بیرون کشیدن جنین از کانال زایمان آغاز می‌شود. نوزادی که به او شیرخوار گفته می‌شود، معمولاً باید کمی بعد از تولد تنفس را به تنهایی آغاز کند. فرد کمک کننده در بدو تولد ممکن است بند ناف را نیز قطع کند.

### نگهداری پدر و مادر
کودک انسان تقریباً درمانده است و کودک در حال رشد به سالها مراقبت والدین نیاز دارد. یکی از انواع مهم مراقبت‌های اولیه والدین، شیردهی است که شیر مادر را از غدد پستانی مادر در سینه‌های خود تغذیه می‌کند.

## بیشتر خواندن
- هاپود، نیک، ربکا فلمینگ، لورن کسل، ویرایش‌ها. تولید مثل: باستان تا به امروز (کمبریج UP، ۲۰۱۸). تصویرگری xxxv + 730 ص. شابک ‎۹۷۸−۱−۱۰۷−۰۶۸۰۲−۵ شابک همچنین 978-1-107-06802-5 گزیده‌ای از مقاله ۴۴ مقاله علمی توسط مورخان را مرور کنید.